# Bungarus magnimaculatus
Bungarus magnimaculatus är en ormart som beskrevs av Wall och Evans 1900. Bungarus magnimaculatus ingår i släktet Bungarus och familjen giftsnokar. Internationella naturvårdsunionen kategoriserar arten globalt som livskraftig. Inga underarter finns listade.
Denna orm förekommer i Myanmar och kanske i angränsande områden av Indien, Kina, Laos och Thailand. Arten vistas i skogar i låglandet och den besöker även odlingsmark samt urbaniserade landskap. Bungarus magnimaculatus är aktiv på natten och vistas främst på marken.